# Billy Boy Arnold Sings Big Bill Broonzy
Billy Boy Arnold Sings Big Bill Broonzy — студійний альбом американського блюзового музиканта Біллі Бой Арнольда, випущений у 2012 році лейблом Electro-Fi.

## Опис
У 1950-х роках молодий блюзовий музикант Біллі Бой Арнольд познайомився з Біг Біллом Брунзі. Через 60 років Біллі Бой Арнольд вирішив записати триб'ют-альбом, присвячений Брунзі. У записі взяли участь Арнольд (вокал, губна гармоніка), Ерік Ноден (акустична гітара), Біллі Флінн (електрична гітара, мандоліна), Бо Семпл (акустична бас-гітара) та Рік Шеррі (пральна дошка, перкусія, кларнет). Арнольд вибрав для цього CD 15 пісень, написаних Брунзі, включаючи блюзовий стандарт «Key to the Highway», який музикант записав з кінця 1930-х і до початку 1950-х років.
У 2013 році альбом був номінований на премію «Blues Music Awards» в категорії «Акустичний альбом року».

## Список композицій
1. «Sweet Honey Bee» (Біг Білл Брунзі) — 4:36
2. «Going Back to Arkansas» (Біг Білл Брунзі) — 3:30
3. «Girl in the Valley a.k.a. Water Coast Blues» (Біг Білл Брунзі) — 4:48
4. «Key to the Highway» (Біг Білл Брунзі, Чарльз Сегар, Джаз Гіллум) — 3:37
5. «Looking Up at Down» (Біг Білл Брунзі) — 4:26
6. «Rider Rider Blues» (Біг Білл Брунзі) — 4:16
7. «Willie Mae Blues» (Біг Білл Брунзі) — 3:29
8. «Cell No. 13 Blues» (Біг Білл Брунзі) — 3:47
9. «I Want You by My Side» (Біг Білл Брунзі) — 4:12
10. «San Antonio Blues» (Біг Білл Брунзі) — 2:49
11. «Living on Easy Street» (Біг Білл Брунзі) — 3:38
12. «When I Get to Thinkin'» (Біг Білл Брунзі) — 3:26
13. «I Love My Whiskey» (Біг Білл Брунзі) — 4:44
14. «It Was Just a Dream» (Біг Білл Брунзі) — 4:57
15. «Just Got to Hold You Tight» (Біг Білл Брунзі) — 2:26

## Учасники запису
- Вільям «Біллі Бой» Арнольд — вокал, губна гармоніка
- Ерік Ноден — акустична гітара
- Біллі Флінн — електрична гітара, мандоліна
- Бо Семпл — акустична бас-гітара
- Рік Шеррі — пральна дошка, перкусія, кларнет

Технічний персонал
- Ерік Ноден — продюсер, мікшування
- Блез Бартон — інженер, мікшування
- Дуглас Марк — дизайн
- Дасті Скотт — фотографія